# Associação Brasileira de Música Independente
Associação Brasileira da Música Independente (ABMI) é uma organização sem fins lucrativos que atua no mercado musical brasileiro e internacional, promovendo a produção e distribuição de música independente brasileira, atualmente representando a maioria das gravadoras e selos independentes do Brasil.

## História
A Associação Brasileira da Música Independente foi fundada no ano de 2002 por Carlos Andrade (Sócio da Visom Produções Artísticas e Diretor do Conselho da ABMI) e atualmente é presidida por Carlos Mills (diretor artístico da gravadora independente Mills Records e membro do Conselho Diretor da Merlin). A ABMI surgiu de uma grande articulação do mercado independente, que atuava de forma individual e pulverizada,  com a fundação sendo liderada por pessoas  visionárias como o pianista Benjamin Taubkin e o produtor Pena Schmidt.
No ano de 2009, participou da Feira Música Brasil juntamente com outras empresas grandes do setor da música.
Em 2014, a ABMi fez parceria com a Deezer, serviço de música por streaming, para promover a edição de 2014 do Prêmio Deezer ABMI de Novos Talentos, que pretende incentivar a distribuição digital entre os novos artistas com prêmios e oportunidades.
No mês de Outubro de 2016, a SIM São Paulo e Associação Brasileira da Música Independente anunciaram parceria, que concedeu aos associados da ABMI um desconto de 30% na PRO-BADGE da edição 2016 da SIM. Em entrevista a mesma matéria, o Vice-presidente da ABMI, relatou a relevância da organização na indústria musical brasileira, dizendo: "A ABMI teve importante papel na aprovação da PEC da música; estabeleceu um excelente diálogo com as grandes editoras, através de convênios que facilitaram o processo de autorização e pagamento de direitos autorais; criou uma agenda permanente de eventos próprios, tais como o Rio Music Buzz e também apoio à eventos parceiros tais como a Feira de Música Recife e em especial, o PPM (Prêmio Profissionais da Música), que chega à sua 3ª e melhor edição em 2017".
No ano de 2019, das 200 canções brasileiras mais tocadas em 2019 no Spotify, pouco mais de 53% são de gravadoras independentes, mostrou uma pesquisa da ABMI. No ano de 2020, os resultados em relação a isso mantiveram-se de forma semelhante.
No ano de 2021, anunciou um acordo com o Spotify que facilitará o recebimento de direitos autorais pelos autores de música independentes e dará maior clareza ao processo de recebimento desses valores. O anúncio foi feito durante o Rio Music Market, conferência sobre o mercado da música realizada pela ABMI.
No mês de Janeiro de 2023, a ABMI lançou o Play de Ouro, primeira certificação brasileira para artistas independentes a partir dos números nas plataformas digitais, dedicado a mensurar o desempenho de faixas, álbuns e vídeos no universo digital. Trata-se de uma atualização do antigo Disco de Ouro, que era distribuído de acordo com o número de vendas de discos físicos , conferida a selos e artistas associados à ABMI. De acordo com o número de downloads ou de reproduções, o artista pode receber a certificação em cinco categorias diferentes: prata, ouro, platina, safira e diamante. "Não havia nada voltado para os independentes no país. O histórico Disco de Ouro (surgido na época da então Associação Brasileira dos Produtores de Discos e abraçada pela sua substituta, a Pro-Música) é mais voltado para o mercado mainstream, das majors. Criamos categorias que não existem no Disco de Ouro para fazer a adaptação ao nosso mercado. A categoria Prata é um exemplo. O single, para ganhar o Disco de Ouro, tem que ter no mínimo 8 milhões de audições. O nosso Play de Prata exige 4 milhões", conta Carlos Mills, presidente da ABMI.
Em março de 2023, a plataforma digital Apple Music e a ABMI firmaram um importante acordo que envolve o pagamento dos direitos autorais aos artistas independentes.De acordo com a associação, os músicos independentes vêm enfrentando muitos obstáculos de ordem técnica e contratual para o recebimento pelo direito de sua obra. O próximo passo é negociar com as plataformas Deezer e Amazon Music.

## Play de Ouro
Lançado no mês de Janeiro de 2023, o Play de Ouro é uma certificação brasileira concedida para artistas e gravadoras independentes associadas a ABMI, a partir dos números nas plataformas digitais, sendo mensurado o desempenho de faixas, álbuns e vídeos no universo digital. De acordo com o número de downloads ou de reproduções, o artista pode receber a certificação em cinco categorias diferentes: prata, ouro, platina, safira e diamante.

### Repertório nacional
Singles
| Certificação | Downloads | Streams de Audio Equivalentes | Streams de Video Equivalentes |
| ------------ | --------- | ----------------------------- | ----------------------------- |
| Prata        | 20.000    | 4.000.000                     | 20.000.000                    |
| Ouro         | 40.000    | 8.000.000                     | 40.000.000                    |
| Platina      | 80.000    | 16.000.000                    | 80.000.000                    |
| Safira       | 160.000   | 32.000.000                    | 160.000.000                   |
| Diamante     | 320.000   | 64.000.000                    | 320.000.000                   |

Álbuns
| Certificação | Downloads | Streams de Audio Equivalentes | Streams de Video Equivalentes |
| ------------ | --------- | ----------------------------- | ----------------------------- |
| Prata        | 200.000   | 40.000.000                    | 200.000.000                   |
| Ouro         | 400.000   | 80.000.000                    | 400.000.000                   |
| Platina      | 800,000   | 160.000.000                   | 800.000.000                   |
| Safira       | 1.600.000 | 320.000.000                   | 1.600.000.000                 |
| Diamante     | 3.200.000 | 640.000.000                   | 3.200.000.000                 |